# Trichodezia reciprocata
Trichodezia reciprocata är en fjärilsart som beskrevs av Walker 1862. Trichodezia reciprocata ingår i släktet Trichodezia och familjen mätare. Inga underarter finns listade i Catalogue of Life.